# Якуб Флоріан Нажимський
Я́куб Флоріа́н Нажи́мський (пол. Jakub Florian Narzymski; 1690 — 21 серпня 1759) — державний, політичний і військовий діяч Речі Посполитої. Представник шляхетського роду Нажимських гербу Доленґа. Плоцький каштелян (1730–1734), воєвода чернігівський (1734–1737) і поморський (8 липня 1737 — 14 квітня 1758), сенатор, стольник закрочимський, підкоморій нурський, староста бобровницький, цеханувський, скаршевський. 1710 року одружився із Анною Гуттен-Чапською гербу Леліва. Від неї мав сина Станіслава. 1740 року нагороджений Орденом Білого Орла. Помер, розбитий паралічем. Похований у Варшаві.